# Larry Carroll
Larry Carroll (Melbourne, 26 de octubre de 1954-21 de mayo de 2019) fue un artista e ilustrador estadounidense.

## Carrera profesional
Reconocido por haber trabajado para notables publicaciones como The Progressive, The Village Voice, The New York Times, Los Angeles Times, Newsweek, The Nation, Reason, Spin, Ray Gun y otros periódicos donde realizaba ilustraciones políticas. El trabajo más notable de Carroll fue el diseño de obras de arte para las portadas de los álbumes de la banda estadounidense de thrash metal Slayer.
Carroll diseñó las portadas de los discos Reign in Blood, South of Heaven, Seasons in the Abyss y Christ Illusion. El lanzamiento de Reign in Blood se retrasó debido al polémico arte de la portada, aunque fue colocado en el "top 10 de portadas de álbumes de heavy metal de todos los tiempos" publicada por la revista Blender. La portada de Christ Illusion fue censurada en la India por su arte gráfico que representa a Cristo mutilado con las extremidades perdidas, en un mar de sangre lleno de cabezas cortadas.